# Glypta adornata
Glypta adornata là một loài tò vò trong họ Ichneumonidae.